# Saison 1 de Smash
Chronologie
Saison 2
Cet article présente le guide des épisodes de la première saison de la série télévisée américaine Smash.

## Généralités
- Les épisodes ont été diffusés simultanément aux États-Unis et au Canada les lundis à 22 h HE / HP. Au Canada anglophone, c'est le réseau CTV qui a acquis les droits de diffusion, donc pour maximiser les chances de succès, CTV préconisait la substitution simultanée sur son réseau principal en reléguant la série policière à succès Castle qui est aussi diffusée à la même heure, sur son réseau secondaire CTV Two du 6 février au 12 mars 2012. Par contre en raison de faibles cotes d'écoute, la série Smash a été relocalisée le 19 mars 2012 sur CTV Two et Castle a repris sa place sur le réseau principal. Toujours au Canada, du 31 mars au 12 mai 2012, Smash a été diffusé sur les stations CTV locales des marchés qui n'ont pas de station CTV Two, c'est-à-dire CTV Saskatchewan, CTV Winnipeg, CTV Northern Ontario et CTV Montréal, cinq jours après la diffusion originale. La finale de la saison a été diffusée sur le réseau CTV.
- En France, la série est lancée le 4 juillet 2012 sur TF1 avec 3 épisodes en prime-time. Dès la semaine suivante, 2 épisodes sont diffusés dès 23h10, puis 3 dès minuit et ce jusqu'à la fin de la saison.
- Au Québec la saison a été diffusée les lundis à 22 h du 20 août 2012 au 26 novembre 2012 sur MusiMax[1].
- Aucune information concernant sa diffusion en Suisse et en Belgique.

### Synopsis
Le récit décrit un groupe de personnages souhaitant réaliser une comédie musicale à Broadway, basée sur la vie de Marilyn Monroe. Avant que le spectacle ne fasse sensation, le duo d'auteurs à succès Tom et Julia doivent d'abord mettre de côté leurs problèmes personnels. Julia a entamé avec son mari des démarches afin d'adopter un enfant mais ses ambitions sont détournées lorsqu'elle a la possibilité d'écrire un autre méga succès à Broadway. Une rivalité se formera entre une belle jeune nouvelle venue et inexpérimentée originaire du Mid-West américain avec une chanteuse d'expérience qui veut sortir des rangs et briser les barrières. Une productrice tenace, Eileen Rand, saute à pieds joints dans le projet "Marilyn" avec un metteur en scène de renom dont le talent fait contraste avec sa ruse et son immoralité égocentrique.

## Distribution de la saison

### Acteurs principaux
- Debra Messing : Julia Houston
- Jack Davenport : Derek Wills
- Katharine McPhee : Karen Cartwright
- Christian Borle : Tom Levitt
- Megan Hilty : Ivy Lynn
- Raza Jaffrey : Dev Sundaram
- Brian d'Arcy James : Frank Houston
- Jaime Cepero : Ellis Bolled
- Anjelica Huston : Eileen Rand

### Acteurs récurrents
- Ann Harada (en) : Linda, assistante de Derek
- Becky Ann Baker : mère de Karen
- Dylan Baker : Roger Cartwright, père de Karen
- Michael Cristofer : Jerry, ex-mari d'Eileen
- Thorsten Kaye : Nick, barman
- Wesley Taylor (en) : Bobby, membre de la troupe
- Will Chase : Michael Swift, rôle de Joe DiMaggio et ancien amant de Julia
- Emory Cohen : Leo Houston, fils de Julia et Frank
- Leslie Odom Jr. : Sam Strickland, membre de la troupe
- Neal Bledsoe : John Goodwin, avocat et ami de Tom
- Phillip Spaeth : Dennis, membre de la troupe
- Savannah Wise : Jessica, membre de la troupe
- Jenny Laroche : Sue, membre de la troupe
- Tala Ashe : R.J., collègue de Dev

### Invités spéciaux
- Uma Thurman : Rebecca Duvall
- Nick Jonas : Lyle West
- Bernadette Peters : Leigh Conroy

## Liste des épisodes

### Épisode 1:Il était une fois Marilyn
- États-Unis /  Canada : 6 février 2012 sur NBC / CTV
- France : 4 juillet 2012 sur TF1
- Québec : 20 août 2012 sur MusiMax

- États-Unis : 11,44 millions de téléspectateurs[3]
- Canada : 1,355 million de téléspectateurs[4]
- France : 2,69 millions de téléspectateurs[5]

- Over The Rainbow (Le Magicien d'Oz)
- Never Give All the Heart (original)
- The National Pastime (original)
- I Wanna Be Loved by You (Marilyn Monroe)
- Beautiful (Christina Aguilera)
- Happy Birthday, Mr. President (Marilyn Monroe)
- Let Me Be Your Star (original)

### Épisode 2:Un rôle pour deux
- États-Unis /  Canada : 13 février 2012 sur NBC / CTV
- France : 4 juillet 2012 sur TF1
- Québec : 27 août 2012 sur MusiMax

- États-Unis : 8,06 millions de téléspectateurs[6]
- Canada : 983 000 téléspectateurs[7]
- France : 2,1 millions de téléspectateurs[5]

- Call Me (Blondie)
- The 20th Century Fox Mambo (Original)
- Crazy Dreams (Carrie Underwood)

### Épisode 3:Quand DiMaggio arrive…
- États-Unis /  Canada : 20 février 2012 sur NBC / CTV
- France : 4 juillet 2012 sur TF1
- Québec : 3 septembre 2012 sur MusiMax

- États-Unis : 6,47 millions de téléspectateurs[8]
- Canada : 748 000 téléspectateurs[9]
- France : 2 millions de téléspectateurs[5]

- Will Chase (Michael Swift)
- Michael Cristofer (Jerry)
- Li Jun Li : Employée

- Grenade (Bruno Mars)
- Redneck Woman (Gretchen Wilson (en))
- Mr. & Mrs. Smith (Original)

### Épisode 4:Les ficelles du métier
- États-Unis /  Canada : 27 février 2012 sur NBC / CTV
- France : 11 juillet 2012 sur TF1
- Québec : 10 septembre 2012 sur MusiMax

- États-Unis : 6,64 millions de téléspectateurs[10]
- Canada : 810 000 téléspectateurs[11]
- France : 1,53 million de téléspectateurs[12]

- Nick Jonas (Lyle West)

- History is Made at Night (Original)
- Haven't Met You Yet (Michael Bublé)
- I Never Met A Wolf Who Didn't Love To Howl (Original)
- Rumour Has It (Adele)

### Épisode 5:Encanaillons-nous!
- États-Unis /  Canada : 5 mars 2012 sur NBC / CTV
- France : 12 juillet 2012 sur TF1
- Québec : 17 septembre 2012 sur MusiMax

- États-Unis : 7,76 millions de téléspectateurs[13]
- Canada : 988 000 téléspectateurs[14]
- France : 1 million de téléspectateurs[12]

- Will Chase (Michael Swift)

- Let's Be Bad (Original)
- It's a Man's Man's Man's World (James Brown)
- A Song for You (Donny Hathaway)

### Épisode 6:Sans voix
- États-Unis /  Canada : 12 mars 2012 sur NBC / CTV
- France : 18 juillet 2012 sur TF1
- Québec : 24 septembre 2012 sur MusiMax

- États-Unis : 7,04 millions de téléspectateurs[15]
- Canada : 1,058 million de téléspectateurs[16]
- France : 1,7 million de téléspectateurs[17]

- Will Chase (Michael Swift)

- Who You Are (Jessie J)
- Shake It Out (Florence and the Machine)

### Épisode 7:Show devant!
- États-Unis : 19 mars 2012 sur NBC
- Canada : 
  - 19 mars 2012 sur CTV Two[18]
  - 31 mars 2012 sur CTV Saskatchewan, CTV Winnipeg, CTV Northern Ontario et CTV Montréal
- France : 19 juillet 2012 sur TF1
- Québec : 1er octobre 2012 sur MusiMax

- États-Unis : 6,56 millions de téléspectateurs[19]
- Canada : 467 000 téléspectateurs[20]
- France : 1,1 million de téléspectateurs[17]

- Bernadette Peters (Leigh Conroy)
- Will Chase (Michael Swift)

- Brighter Than The Sun (Colbie Caillat)
- Everything's Coming Up Roses (Gypsy : A Musical Fable)
- On Lexington & 52nd Street (Original)

### Épisode 8:La Marilyn moderne
- États-Unis : 26 mars 2012 sur NBC
- Canada :
  - 26 mars 2012 sur CTV Two
  - 31 mars 2012 sur CTV Saskatchewan, CTV Winnipeg, CTV Northern Ontario et CTV Montréal
- France : 26 juillet 2012 sur TF1
- Québec : 8 octobre 2012 sur MusiMax

- États-Unis : 6,14 millions de téléspectateurs[21]
- Canada : 420 000 téléspectateurs[22]
- France : 1,06 million de téléspectateurs[23]

- Michael Cristofer (Jerry)
- Grace Gummer (Katie)
- Ryan Tedder de OneRepublic (lui-même)

- Touch Me (Original)
- Three Little Birds (Bob Marley & The Wailers)
- Dance to the Music (Sly and the Family Stone)

### Épisode 9:Descente aux enfers
- États-Unis : 2 avril 2012 sur NBC
- Canada :
  - 2 avril 2012 sur CTV Two
  - 7 avril 2012 sur CTV Saskatchewan, CTV Winnipeg, CTV Northern Ontario et CTV Montréal
- France : 26 juillet 2012 sur TF1
- Québec : 15 octobre 2012 sur MusiMax

- États-Unis : 6,03 millions de téléspectateurs[24]
- Canada : 447 000 téléspectateurs[25]
- France : 589 000 téléspectateurs[23]

- The Higher You Get, The Farther The Fall (Original)
- Arthur Miller Melody (Original)
- Cheers (Drink to That) (Rihanna)

### Épisode 10:La doublure
- États-Unis : 9 avril 2012 sur NBC
- Canada :
  - 9 avril 2012 sur CTV Two
  - 14 avril 2012 sur CTV Saskatchewan, CTV Winnipeg, CTV Northern Ontario et CTV Montréal
- France : 2 août 2012 sur TF1
- Québec : 22 octobre 2012 sur MusiMax

- États-Unis : 5,99 millions de téléspectateurs[26]
- Canada : 438 000 téléspectateurs[27]
- France : 1,18 million de téléspectateurs[28]

Uma Thurman (Rebecca Duvall)
- Breakaway (Kelly Clarkson)
- Don't Say Yes Until I Finish Talking (Original)
- Three on a Match (Original)

### Épisode 11:La star de cinéma
- États-Unis : 16 avril 2012 sur NBC
- Canada :
  - 16 avril 2012 sur CTV Two
  - 21 avril 2012 sur CTV Saskatchewan, CTV Winnipeg, CTV Northern Ontario et CTV Montréal
- France : 2 août 2012 sur TF1
- Québec : 29 octobre 2012 sur MusiMax

- États-Unis : 5,95 millions de téléspectateurs[29]
- Canada : 413 000 téléspectateurs[30]
- France : 650 millions de téléspectateurs[28]

Uma Thurman (Rebecca Duvall)
- Our Day Will Come (Ruby & the Romantics (en))
- Dig Deep (Original)

### Épisode 12:En route vers la gloire
- États-Unis : 23 avril 2012 sur NBC
- Canada :
  - 23 avril 2012 sur CTV Two
  - 28 avril 2012 sur CTV Saskatchewan, CTV Winnipeg, CTV Northern Ontario et CTV Montréal
- France : 2 août 2012 sur TF1
- Québec : 5 novembre 2012 sur MusiMax

- États-Unis : 6,01 millions de téléspectateurs[31]
- Canada : 462 000 téléspectateurs[32]
- France : 410 millions de téléspectateurs[28]

- Uma Thurman (Rebecca Duvall)
- Thorsten Kaye (Nick)
- Michael Cristofer (Jerry)

- Run (Snow Patrol)
- A Thousand and One Nights (Original)
- Second Hand White Baby Grand (Original)

### Épisode 13:Le Filage
- États-Unis : 30 avril 2012 sur NBC
- Canada :
  - 30 avril 2012 sur CTV Two
  - 5 mai 2012 sur CTV Saskatchewan, CTV Winnipeg, CTV Northern Ontario et CTV Montréal
- France : 9 août 2012 sur TF1
- Québec : 12 novembre 2012 sur MusiMax

- États-Unis : 5,34 millions de téléspectateurs[33]
- Canada : 451 000 téléspectateurs[34]
- France : 1,06 million de téléspectateurs[35]

Uma Thurman (Rebecca Duvall)
- Another Op'nin, Another Show (Kiss Me, Kate)
- I'm Going Down (Rose Royce)

### Épisode 14:Lever de rideau
- États-Unis : 7 mai 2012 sur NBC
- Canada :
  - 7 mai 2012 sur CTV Two
  - 12 mai 2012 sur CTV Saskatchewan, CTV Winnipeg, CTV Northern Ontario et CTV Montréal
- France : 9 août 2012 sur TF1
- Québec : 19 novembre 2012 sur MusiMax

- États-Unis : 5,72 millions de téléspectateurs[36]
- Canada : 417 000 téléspectateurs[37]
- France : 707 000 téléspectateurs[35]

Uma Thurman (Rebecca Duvall)
- Smash! (Original)
- September Song (Knickerbocker Holiday)
- Stand (Donnie McClurkin)

### Épisode 15:Une star est née
- États-Unis /  Canada : 14 mai 2012 sur NBC / CTV
- France : 9 août 2012 sur TF1
- Québec : 26 novembre 2012 sur MusiMax

- États-Unis : 5,96 millions de téléspectateurs[38]
- Canada : 780 000 téléspectateurs[39]
- France : 530 000 téléspectateurs[35]

- Nick Jonas (Lyle West)

- Don't Forget Me (Original)

## Audiences aux États-Unis
| Épisode | Titre original     | Titre en français         | Chaîne | Date de diffusion originale | Audiences | Pdm sur les 18-49 ans |
| ------- | ------------------ | ------------------------- | ------ | --------------------------- | --------- | --------------------- |
| 1       | Pilot              | Il était une fois Marilyn | NBC    | Lundi 6 février 2012        | 11.44     | 3.8/10                |
| 2       | The Callback       | Un rôle pour deux         | NBC    | Lundi 13 février 2012       | 8.06      | 2.8/7                 |
| 3       | Enter Mr. DiMaggio | Quand DiMaggio arrive…    | NBC    | Lundi 20 février 2012       | 6.47      | 2.3/6                 |
| 4       | The Cost of Art    | Les ficelles du métier    | NBC    | Lundi 27 février 2012       | 6.64      | 2.3/6                 |
| 5       | Let's Be Bad       | Encanaillons-nous !       | NBC    | Lundi 5 mars 2012           | 7.76      | 2.7/7                 |
| 6       | Chemistry          | Sans voix                 | NBC    | Lundi 12 mars 2012          | 7.04      | 2.0/6                 |
| 7       | The Workshop       | Show devant !             | NBC    | Lundi 19 mars 2012          | 6.56      | 2.2/6                 |
| 8       | The Coup           | La Marilyn moderne        | NBC    | Lundi 26 mars 2012          | 6.14      | 2.1/5                 |
| 9       | Hell on Earth      | Descente aux enfers       | NBC    | Lundi 2 avril 2012          | 6.03      | 2.1/5                 |
| 10      | Understudy         | La doublure               | NBC    | Lundi 9 avril 2012          | 5.99      | 2.0/5                 |
| 11      | The Movie Star     | La star de cinéma         | NBC    | Lundi 16 avril 2012         | 5.95      | 1.9/5                 |
| 12      | Publicity          | En route vers la gloire   | NBC    | Lundi 23 avril 2012         | 6.01      | 2.0/5                 |
| 13      | Tech               | Le filage                 | NBC    | Lundi 30 avril 2012         | 5.34      | 1.8/8                 |
| 14      | Previews           | Lever de rideau           | NBC    | Lundi 7 mai 2012            | 5.72      | 1.8/5                 |
| 15      | Bombshell          | Une star est née          | NBC    | Lundi 14 mai 2012           | 5.96      | 1.8/5                 |

## Audiences en France
| Épisode | Titre original     | Titre en français         | Chaîne | Date de diffusion originale | Audiences | Pdm d’audiences globales |
| ------- | ------------------ | ------------------------- | ------ | --------------------------- | --------- | ------------------------ |
| 1       | Pilot              | Il était une fois Marilyn | TF1    | 4 juillet 2012              | 2.69      | 10,8 %                   |
| 2       | The Callback       | Un rôle pour deux         | TF1    | 4 juillet 2012              | 2.10      | 9,1 %                    |
| 3       | Enter Mr. DiMaggio | Quand DiMaggio arrive…    | TF1    | 4 juillet 2012              | 2.00      | 12,5 %                   |
| 4       | The Cost of Art    | Les ficelles du métier    | TF1    | 11 juillet 2012             | 1.53      | 14,5 %                   |
| 5       | Let's Be Bad       | Encanaillons-nous !       | TF1    | 12 juillet 2012             | 1.00      | 16,7 %                   |
| 6       | Chemistry          | Sans voix                 | TF1    | 18 juillet 2012             | 1.70      | 18,4 %                   |
| 7       | The Workshop       | Show devant !             | TF1    | 19 juillet 2012             | 1.10      | 19,8 %                   |
| 8       | The Coup           | La Marilyn moderne        | TF1    | 26 juillet 2012             | 1.06      | 18,6 %                   |
| 9       | Hell on Earth      | Descente aux enfers       | TF1    | 26 juillet 2012             | 0.59      | 18,6 %                   |
| 10      | Understudy         | La doublure               | TF1    | 2 août 2012                 | 1.18      | 19,6 %                   |
| 11      | The Movie Star     | La star de cinéma         | TF1    | 2 août 2012                 | 0.65      | 18,2 %                   |
| 12      | Publicity          | En route vers la gloire   | TF1    | 2 août 2012                 | 0.41      | 21,1 %                   |
| 13      | Tech               | Le filage                 | TF1    | 9 août 2012                 | 1.06      | 16,9 %                   |
| 14      | Previews           | Lever de rideau           | TF1    | 9 août 2012                 | 0.71      | 17,7 %                   |
| 15      | Bombshell          | Une star est née          | TF1    | 9 août 2012                 | 0.53      | 22,7 %                   |